# Stadion Gradski vrt
Het Stadion Gradski vrt (Stadspark) is een multifunctioneel stadion in de Kroatische stad Osijek. Al in 1949 werd begonnen met de bouw van het stadion, maar de bouw werd regelmatig stilgelegd. Pas in 1980 werd het nog steeds niet afgebouwde stadion geopend. Vaste bespeler is het tweede elftal van NK Osijek. Tot 2023 was het eerste elftal ook in het stadion actief. De club verhuisde in dat jaar naar het nieuwe onderkomen onder de naam Opus Arena. Incidenteel speelde het nationaal elftal van Kroatië een wedstrijd in het stadion.

## Interlands
| №  | Datum            | Wedstrijd              | Uitslag | Competitie                  | Toeschouwers |
| -- | ---------------- | ---------------------- | ------- | --------------------------- | ------------ |
| 1  | 10 april 1996    | Kroatië – Hongarije    | 4 – 1   | Vriendschappelijk           | 10.287       |
| 2  | 22 april 1998    | Kroatië – Polen        | 4 – 1   | Vriendschappelijk           | 17.000       |
| 3  | 24 maart 2001    | Kroatië – Letland      | 4 – 1   | Kwalificatie WK 2002        | 13.345       |
| 4  | 7 september 2001 | Kroatië – Estland      | 0 – 0   | Kwalificatie EK 2004        | 10.766       |
| 5  | 28 mei 2006      | Kroatië – Iran         | 2 – 2   | Vriendschappelijk           | 20.000       |
| 6  | 23 mei 2010      | Kroatië – Wales        | 2 – 0   | Vriendschappelijk           | 10.482       |
| 7  | 16 oktober 2012  | Kroatië – Wales        | 2 – 0   | Kwalificatie WK 2014        | 17.500       |
| 8  | 31 mei 2014      | Kroatië – Mali         | 2 – 1   | Vriendschappelijk           | 15.212       |
| 9  | 13 oktober 2014  | Kroatië – Azerbeidzjan | 6 – 0   | Kwalificatie EK 2016        | 16.021       |
| 10 | 23 maart 2016    | Kroatië – Israël       | 2 – 0   | Vriendschappelijk           | 10.545       |
| 11 | 8 juni 2018      | Kroatië – Senegal      | 2 – 1   | Vriendschappelijk           | 15.998       |
| 12 | 8 juni 2019      | Kroatië – Wales        | 2 – 1   | Kwalificatie EK 2020        | 17.061       |
| 13 | 11 oktober 2021  | Kroatië – Slowakije    | 2 – 2   | Kwalificatie WK 2022        | 9.926        |
| 14 | 3 juni 2022      | Kroatië – Oostenrijk   | 0 – 3   | UEFA Nations League 2022/23 | 13.994       |

Stadion Aldo Drosina (NK Istra 1961) ·
Gradski Stadion (NK Slaven Belupo) ·
Stadion Rujevica (HNK Rijeka) ·
Stadion Kranjčevićeva (NK Lokomotiva Zagreb) ·
Maksimirstadion (GNK Dinamo Zagreb) ·
Opus Arena (NK Osijek) ·
Stadion Kranjčevićeva (NK Rudeš) ·
Poljudstadion (HNK Hajduk Split) ·
Gradski Stadion (HNK Gorica) ·
Varteksstadion (NK Varaždin)
Stadion BSK (BSK Bijelo Brdo) · 
Cibaliastadion (Cibalia Vinkovci) ·
Stadion Marijan Šuto Mrma (NK Croatia Zmijavci) ·
Stadion NŠC Stjepan Spajić (NK Dubrava) ·
Stadion Hrvatski vitezovi (NK Dugopolje) ·
Ivan Laljak-Ivićstadion (NK Jarun) ·
Stadion Krimeja (HNK Orijent) ·
Stadion sv. Josipa Radnika (NK Sesvete) ·
Stadion Hrvatski vitezovi (NK Solin) ·
Stadion Šubićevac (HNK Šibenik) ·
Stadion u Borovu naselju (HNK Vukovar 1991) ·
Stadion Gradski vrt (NK Zrinski Osječko 1664)